# قارچ‌های کلاه‌دار

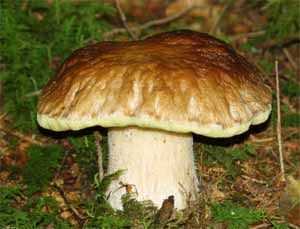
یک قارچ کلاه‌دار

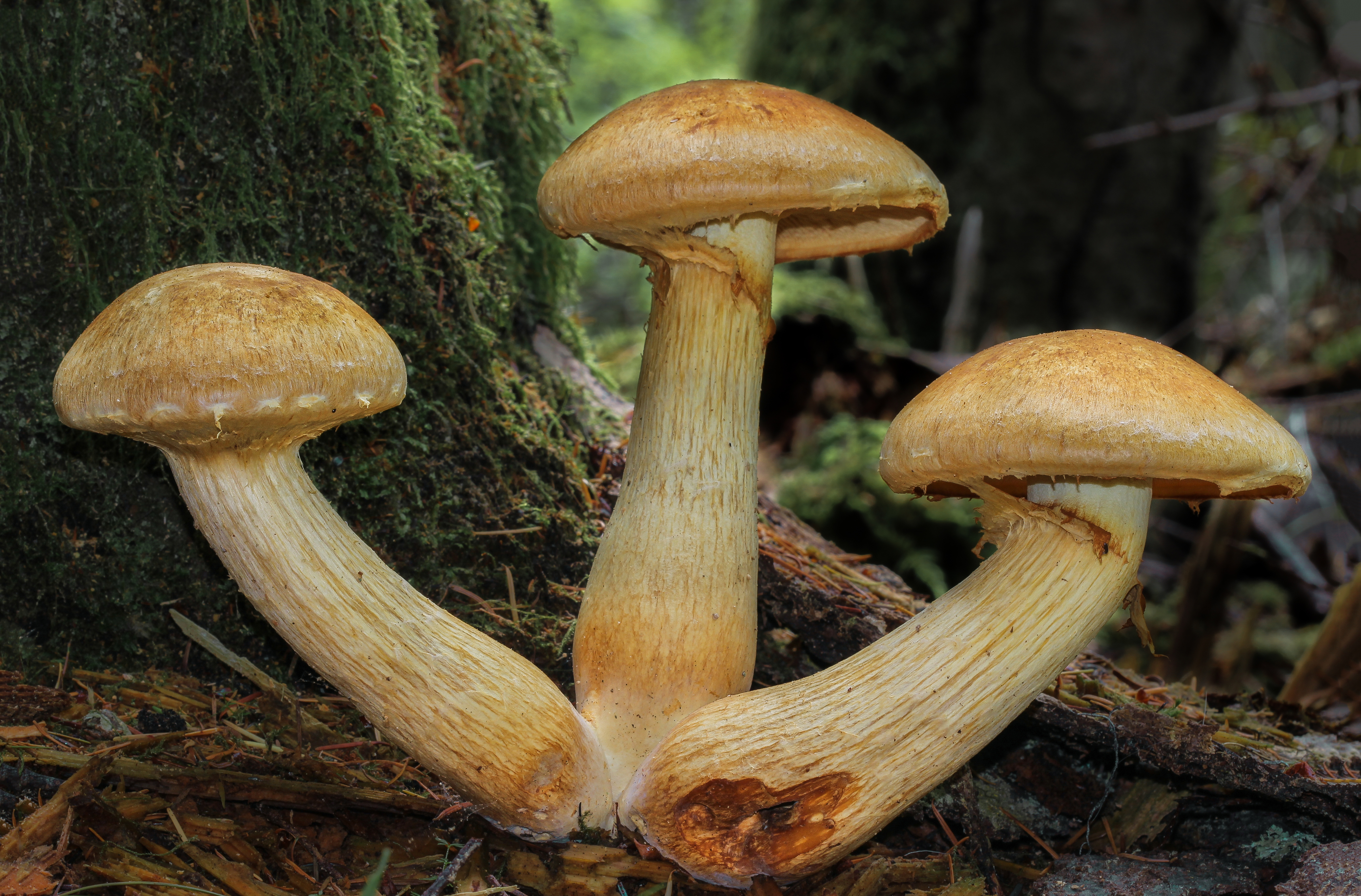
نگاره‌ای از گونه‌ای قارچ‌ کلاه‌دار توهم‌زا به نام علمی «Gymnopilus viridans» این نام توسط ویلیام موریل، قارچ‌شناس برجستهٔ آمریکایی بر این گونه قارچ گذاشته‌شد.

قارچ‌های کلاه‌دار (Agaricomycotina) یکی از سه زیرشاخه در تقسیمات در شاخهٔ قارچ‌های چتری (Basidiomycota) هستند.
از قارچ‌های کلاه‌دار ۲۰ هزار گونه وجود دارد.